# NGC 3965
NGC 3965 este o corp ceresc situată în constelația Cupa. A fost descoperită în 1886 de către Francis Leavenworth. Se află la o distanță de 209,89 megaparseci de Pământ.